# The Connection
The Connection је седми албум калифорнијског рок бенда Папа роуч. Албум је издат 2. октобра 2012. преко Eleven Seven Music. Први сингл, Still Swingin' је објављен 24. јула 2012. Песма Even If I Could, која се не налази на албуму, појавила се у филму The Avengers. 19. новембра 2012. је The Connection објављен на винил плочи, што је био први пут да Папа роуч објави свој албум у оваквом облику.

## Песме
1. "Engage" - 0:51
2. "Still Swingin'" - 3:24
3. "Where Did the Angels Go?" - 3:10
4. "Silence Is the Enemy" - 2:53
5. "Before I Die" - 4:25
6. "Wish You Never Met Me" - 4:05
7. "Give Me Back My Life" - 3:58
8. "Breathe You In" - 3:07
9. "Leader of the Broken Hearts" - 4:12
10. "Not That Beautiful" - 3:18
11. "Walking Dead" - 3:18
12. "Won't Let Up" - 4:00
13. "As Far as I Remember" - 3:42

Издање за Јапан

Осим горенаведених песама, посебно издање за Јапан садржи и:
1. "Set Me Off" - 3:28
2. "What's Left of Me" - 2:58

Луксузно издање

Осим горенаведених песама, посебно, „луксузно“ издање садржи и:
1. "What's Left of Me" - 2:58
2. "9th Life" - 3:13

Луксузно издање за ајтјунс

Осим горенаведених песама, посебно, „луксузно“ издање за куповину преко ајтјунса садржи и:
1. "You Gotta Want It" - 3:39
2. "Kick in the Teeth" (спот) - 3:11
3. "Burn" (спот) - 3:37
4. "No Matter What" (спот) - 3:50
5. "Still Swingin'" (спот) - 3:22
6. "Constructing the Connection" (видео-запис) - 3:17
7. "Behind the Scenes: Making of Still Swingin'" (видео-запис) - 2:12